# Delphacodes hessei
Delphacodes hessei är en insektsart som först beskrevs av Frederick Arthur Godfrey Muir 1929.  Delphacodes hessei ingår i släktet Delphacodes och familjen sporrstritar. Inga underarter finns listade i Catalogue of Life.